# Devova hiša
Devova hiša je kulturna znamenitost v Tržiču.
Devova hiša se nahaja na glavni ulici v starem mestnem jedru na Trgu svobode 25. To je rojstna hiša Antona Feliksa Deva - redovno ime Janez Damascen Dev (1732 - 1786), ki je leta 1779 je izdal prvi almanah slovenskih pesmi Pisanice, kar pomeni, da je bil poleg urednika in izdajatelja tudi začetnik slovenskega posvetnega pesništva. Napisal je tudi prvi slovenski libreto, besedilo za opero Belin.